# Camille van Mulders
Camille Triest van Mulders (Bruselas, 1868 - 1949) fue una pintora de bodegones belga. 

## Biografía
Van Mulders nació en Bruselas en 1868. Estudió con los pintores belgas Hubert Bellis y Jean-François Portaels, reconocido pintor academicista, fundador de la Escuela orientalista belga. Se especializó en pinturas de bodegones de flores, utilizando pinturas al pastel y pinturas al óleo. Mulders exhibió su trabajo en el Edificio de la Mujer y en el Palacio de Bellas Artes en la Exposición Mundial Colombina celebrada en Chicago, Illinois, en 1893.

## Galería

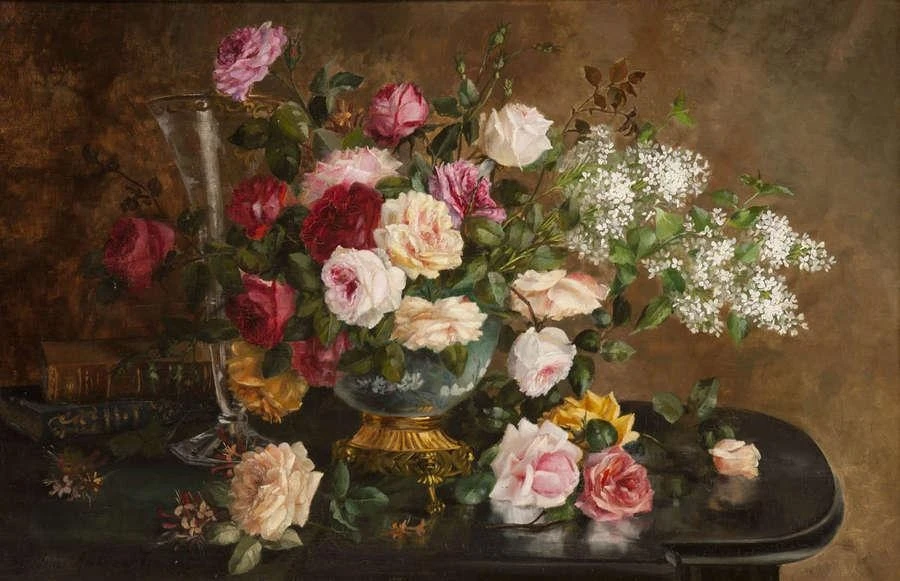
Still life with flowers on a table (2 de enero de 1920)
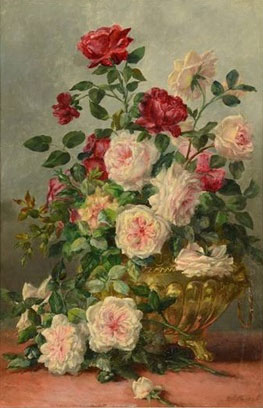
Jarrón de rosas, antes de 1949
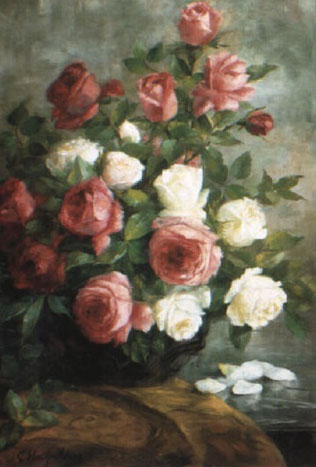
Bodegón con rosas, antes de 1949